# (780) Armenia
(780) Armenia – planetoida z pasa głównego asteroid okrążająca Słońce w ciągu 5 lat i 184 dni w średniej odległości 3,12 au. Została odkryta 25 stycznia 1914 roku w Obserwatorium Simejiz na górze Koszka na Półwyspie Krymskim przez Grigorija Nieujmina. Nazwa pochodzi od Armenii. Przed nadaniem nazwy planetoida nosiła oznaczenie tymczasowe (780) 1914 UC.